# 相互作用描像
量子力学の時間発展において、相互作用描像 (そうごさようびょうぞう、英: Interaction picture）または相互作用表示（そうごさようひょうじ）とは、シュレーディンガー描像とハイゼンベルク描像の中間というべき描像である。これら2つの描像では、状態ベクトルまたは演算子のどちらかのみが時間に依存するが、相互作用描像にたてばこの両者が可観測量の時間依存性に寄与する。ディラック描像とも。
シュレーディンガー描像およびハイゼンベルク描像では、(t1) − (t2) などのように異なる時間における演算子を含む式は必ずしも意味をなさないが、相互作用描像では許される。これは非時間依存ユニタリ変換が、ある描像における演算子を他の描像における対応する演算子と関連づけるためである。演算子がどの描像におけるものなのかが明示されていない書物もあり、混乱と誤用を招くこともある。

## 定義
相互作用描像における演算子と状態ベクトルは、基底の変更(ユニタリ変換)によってシュレーディンガー描像におけるそれらと関連づけられる。
相互作用描像に移るために、シュレーディンガー描像のハミルトニアンを S = 0,S + 1,S のように二つにわける。
もし、ハミルトニアンが陽に時間に依存する場合(例えば、量子系が時間変化する外部電場と相互作用する場合)、大抵の場合は 1,S に陽に時間に依る部分を含め、0,S を時間非依存に選ぶのが好都合である。この場合を想定して話を進める。

### 状態ベクトル
相互作用描像における状態ベクトル |ψI(t)⟩ は、シュレーディンガー描像において対応する状態ベクトルを |ψS(t)⟩ として、次のように定義される。
{\displaystyle \vert \psi _{\mathrm {I} }(t)\rangle =e^{i{\hat {H}}_{0,\mathrm {S} }t/\hbar }\vert \psi _{\mathrm {S} }(t)\rangle }

### 演算子
相互作用描像における演算子は次のように定義される。
{\displaystyle {\hat {A}}_{\mathrm {I} }(t)=e^{i{\hat {H}}_{0,\mathrm {S} }t/\hbar }{\hat {A}}_{\mathrm {S} }(t)e^{-i{\hat {H}}_{0,\mathrm {S} }t/\hbar }}
(典型的には、S(t) は t に依存しないので単にS と書ける。これが t に依存するのは、演算子が陽に時間に依存する場合のみである。)

#### ハミルトニアン演算子
演算子 0 自体については、相互作用描像における演算子はシュレーディンガー描像におけるものと等しい。
{\displaystyle {\hat {H}}_{0,\mathrm {I} }(t)=e^{i{\hat {H}}_{0,\mathrm {S} }t/\hbar }{\hat {H}}_{0,\mathrm {S} }e^{-i{\hat {H}}_{0,\mathrm {S} }t/\hbar }={\hat {H}}_{0,\mathrm {S} }}
(これは、演算子は自身の微分可能な関数とは交換することを用いて証明できる。)よって特にこの演算子は曖昧さを残さず0と呼ぶことができる。
摂動ハミルトニアン 1, I については次のようになる。
{\displaystyle {\hat {H}}_{1,\mathrm {I} }(t)=e^{i{\hat {H}}_{0,\mathrm {S} }t/\hbar }{\hat {H}}_{1,\mathrm {S} }e^{-i{\hat {H}}_{0,\mathrm {S} }t/\hbar }}
このように相互作用描像における摂動ハミルトニアンは時間非依存になる。（ただし[1, S, 0, S] = 0の場合。)
時間依存なハミルトニアン 0, S(t) についても、相互作用描像を得ることができるが、指数関数部分を時間発展演算子に置き換える必要がある。

#### 密度行列
密度行列は他の演算子と同じように相互作用描像でも表すことができる。特に、ρIとρSをそれぞれ相互作用描像、シュレーディンガー描像における密度行列とすると、物理状態{\displaystyle |\psi _{n}\rangle }が実現される確率をpnとして、次のように表される。
{\displaystyle {\begin{aligned}\rho _{\mathrm {I} }(t)&=\sum _{n}p_{n}(t)|\psi _{n,\mathrm {I} }(t)\rangle \langle \psi _{n,\mathrm {I} }(t)|\\&=\sum _{n}p_{n}(t)e^{i{\hat {H}}_{0,\mathrm {S} }t/\hbar }|\psi _{n,\mathrm {S} }(t)\rangle \langle \psi _{n,\mathrm {S} }(t)|e^{-i{\hat {H}}_{0,\mathrm {S} }t/\hbar }\\&=e^{i{\hat {H}}_{0,\mathrm {S} }t/\hbar }\rho _{\mathrm {S} }(t)e^{-i{\hat {H}}_{0,\mathrm {S} }t/\hbar }\end{aligned}}}
| 発展           | 描像 | 描像 | 描像 |
| 発展           | ハイゼンベルク | 相互作用 | シュレーディンガー |
| ケットベクトル | 一定 | {\displaystyle \|\psi _{\mathrm {I} }(t)\rangle =e^{i{\hat {H}}_{0,\mathrm {S} }t/\hbar }\|\psi _{\mathrm {S} }(t)\rangle }                             | {\displaystyle \|\psi _{\mathrm {S} }(t)\rangle =e^{-i{\hat {H}}_{\mathrm {S} }t/\hbar }\|\psi _{\mathrm {S} }(0)\rangle }                    |
| 可観測量       | {\displaystyle {\hat {A}}_{\mathrm {H} }(t)=e^{i{\hat {H}}_{\mathrm {S} }t/\hbar }{\hat {A}}_{\mathrm {S} }e^{-i{\hat {H}}_{\mathrm {S} }t/\hbar }} | {\displaystyle {\hat {A}}_{\mathrm {I} }(t)=e^{i{\hat {H}}_{0,\mathrm {S} }t/\hbar }{\hat {A}}_{\mathrm {S} }e^{-i{\hat {H}}_{0,\mathrm {S} }t/\hbar }} | 一定 |
| 密度行列       | 一定 | {\displaystyle \rho _{\mathrm {I} }(t)=e^{i{\hat {H}}_{0,\mathrm {S} }t/\hbar }\rho _{\mathrm {S} }(t)e^{-i{\hat {H}}_{0,\mathrm {S} }t/\hbar }}        | {\displaystyle \rho _{\mathrm {S} }(t)=e^{-i{\hat {H}}_{\mathrm {S} }t/\hbar }\rho _{\mathrm {S} }(0)e^{i{\hat {H}}_{\mathrm {S} }~t/\hbar }} |

## 相互作用描像における時間発展方程式

### 状態の時間発展
シュレーディンガー描像から相互作用描像への書き換えにより、次を得る。
{\displaystyle i\hbar {\frac {\mathrm {d} }{\mathrm {d} t}}|\psi _{\mathrm {I} }(t)\rangle ={\hat {H}}_{1,\mathrm {I} }(t)|\psi _{\mathrm {I} }(t)\rangle }
この方程式は朝永-シュウィンガーの式として知られる。

### 演算子の時間発展
もし、AS が陽に時間に依らなければ、対応する時間発展 AI(t) は次のように得られる。
{\displaystyle i\hbar {\frac {\mathrm {d} }{\mathrm {d} t}}{\hat {A}}_{\mathrm {I} }(t)=[{\hat {A}}_{\mathrm {I} }(t),{\hat {H}}_{0}]}
相互作用描像では演算子は、ハイゼンベルク描像においてハミルトニアンをH'=H0としたときの演算子と同じように時間発展する。

### 密度行列の時間発展
朝永-シュウィンガーの式を、密度行列の言葉で書き直すと、(または同じ事だが、フォン・ノイマン方程式を相互作用描像で書きあらわすと)次を得る。
{\displaystyle i\hbar {\frac {\mathrm {d} }{\mathrm {d} t}}\rho _{\mathrm {I} }(t)=[{\hat {H}}_{1,\mathrm {I} }(t),\rho _{\mathrm {I} }(t)]}

## 相互作用描像の使用
相互作用描像の目的は、0 が演算子に作用することによる時間依存性と、1, I が状態ベクトルに作用することによる時間依存性を分離してしまうことにある。相互作用描像は、0 をハイゼンベルク描像にして、1をシュレーディンガー描像にした形式だと言える。
相互作用描像は、解が求まっている系のハミルトニアン 0, S に、小さな干渉項 1, S が干渉することによる効果を検証する場合に便利である。相互作用描像を用いることにより、摂動法を用いて 1, I の効果を調べることができる。
場の量子論においても相互作用描像は用いられる。相互作用描像では演算子の時間依存性は自由ハミルトニアン0 のみにより、相互作用により変わる部分は状態ベクトルの中にある。したがって1がゼロならば状態ベクトルは時間に依らず、相互作用描像はハイゼンベルク描像に等しい。相互作用描像の便利な点は、相互作用がある場合でも場の演算子が自由場の方程式を満たすことであり、場の展開がそのまま使えることにある。状態ベクトルの満たす方程式はシュレーディンガー方程式に似ているが、1は時間に依存する自由場の演算子を含んでいる。